# 19
Cette page concerne l'année 19  du calendrier julien. Pour l'année 19 av. J.-C., voir 19 av. J.-C. Pour le nombre 19, voir 19 (nombre).
L'année 19 est une année commune qui commence un dimanche.

## Événements

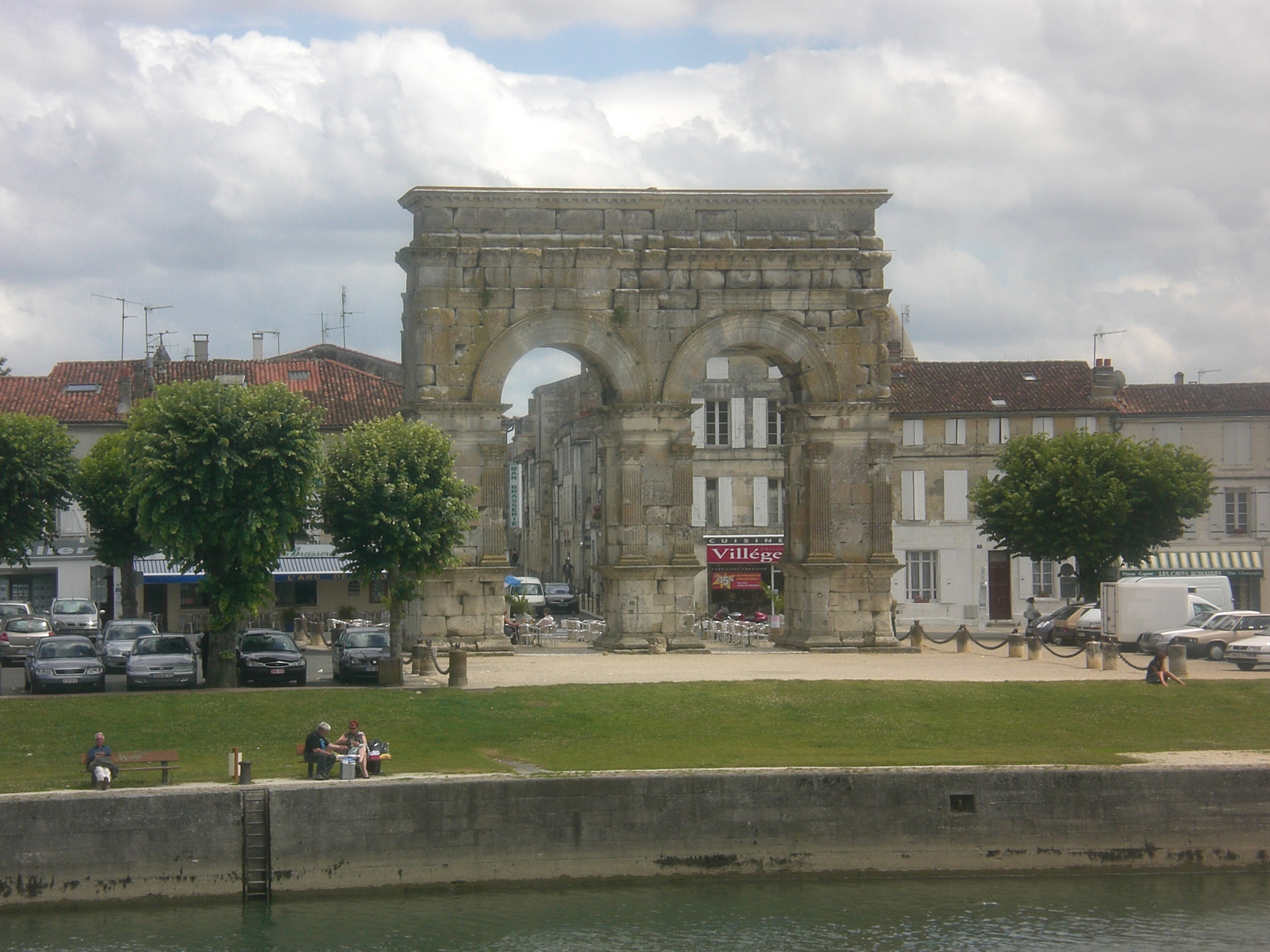
Arc de Germanicus à Saintes.

- 8 juillet : formation d'une île près de Délos (Thia). Un tremblement de terre frappe plusieurs villes de l'Asie, dont Éphèse et Nicéphore.
- 10 octobre : mort de Germanicus à Daphnè, près d'Antioche. Agrippine l'Aînée accuse Cneius Pison, gouverneur de Syrie, d’avoir assassiné son mari Germanicus après qu’il l’a fait déposer[1]. Cneius Pison se suicide à Rome (20).

- Cotys VIII, co-roi des Sapéens et des Odryses, est assassiné par son oncle Rhescuporis III qui est jugé et condamné par le Sénat ; le royaume de Thrace est divisé entre Rhémétalcès II et Cotys IX sous tutelle romaine[2].
- Tibère fait expulser les Égyptiens et les Juifs de Rome et déporter 4000 jeunes juifs en âge de porter les armes en Sardaigne[2].

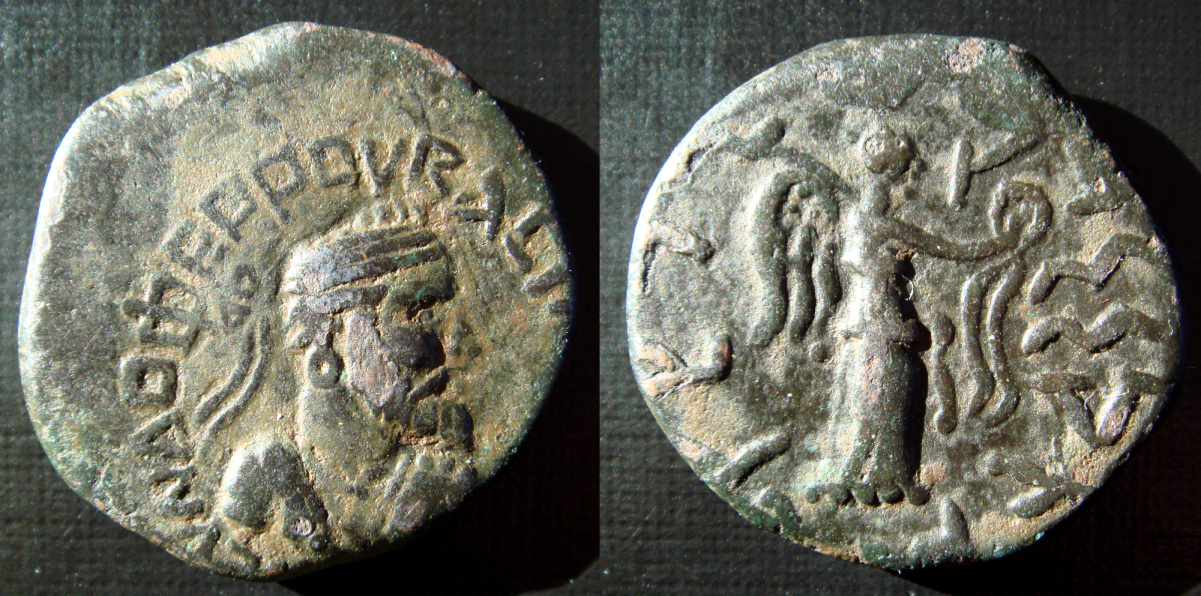
Monnaie de Gondopharès.

- Début du règne de Gondopharès, roi de Taxila (fin en 45) ; le royaume indo-parthe succède aux Indo-Scythes au nord-ouest de l'Inde[3].

- Le chef germain Arminius détruit le royaume des Marcomans. Marbod demande un asile aux Romains qui lui assignent Ravenne en Vénétie pour résidence. Rome place les Germains du Sud sous son protectorat avec à leur tête le roi des Quades Vannius. Arminius est assassiné peu après par un de ses compatriotes (21)[2].
- Le gallo-romain Trogue Pompée écrit la 1re histoire universelle en latin[4].

## Décès en 19
- 10 octobre : Germanicus, général romain et héritier potentiel de Tibère.
- Vononès Ier, ancien roi des Parthes (de 7 à 11), tué en tentant de quitter la Syrie
- Cotys VIII, co-roi des Sapéens et des Odryses.